# Miho Oki
Miho Oki (jap. 沖 美穂, Oki Miho; * 8. März 1974 in Shimizu) ist eine ehemalige japanische Radsportlerin. Sie ist die erste japanische Radrennfahrerin, die Rennen in Europa bestritt.

## Sportliche Laufbahn
Miho Oki war die erfolgreichste japanische Radrennfahrerin der 2000er Jahre. Zwischen 1999 und 2008 wurde sie zehn Mal in Folge japanische Meisterin im Straßenrennen – diese Meisterschaft wurde 1998 erstmals ausgetragen –, zudem zwei Mal im Einzelzeitfahren. Dreimal – 2000, 2004 und 2008 – startete sie im Straßenrennen bei Olympischen Spielen. 2004 in Athen erreichte sie mit Rang 20 ihre beste Platzierung. 2007 belegte sie bei den Asiatischen Radsportmeisterschaften Rang drei im Zeitfahren, im Jahr darauf wurde sie asiatische Vize-Meisterin im Straßenrennen.
Oki fuhr im Laufe ihrer Radsportkarriere für niederländische und italienische Teams und war die erste japanische Radrennfahrerin, die bei Rennen in Europa an den Start ging.
Seit dem Ende ihrer aktiven Laufbahn ist Miho Oki als Beraterin für die Japan Cycling Federation tätig, ist Mitglied des Frauenkomitees des Japanischen Olympischen Komitees und arbeitet als Trainerin an der Japan Keirin School.

## Erfolge
1999
- Japanische Meisterin – Straßenrennen

2000
- Tour de Okinawa
- Japanische Meisterin – Straßenrennen

2001
- Japanische Meisterin – Straßenrennen

2002
- Trophée des Grimpeurs
- Japanische Meisterin – Straßenrennen

2003
- Japanische Meisterin – Straßenrennen

2004
- Japanische Meisterin – Straßenrennen

2005
- Japanische Meisterin – Straßenrennen

2006
- Japanische Meisterin – Straßenrennen, Einzelzeitfahren

2007
- Asienmeisterschaft – Einzelzeitfahren
- Japanische Meisterin – Straßenrennen, Einzelzeitfahren

2008
- Asienmeisterschaft – Straßenrennen
- Japanische Meisterin – Straßenrennen

## Teams
- 2003–2004 Farm-Frites-Hartol
- 2005–2006 Nobili Rubinetterie-Menikini-Cogeas
- 2007 Menikini-Selle Italia-Gysko
- 2008 Menikini-Selle Italia-Master Colors